# Pimelodus maculatus
Pimelodus maculatus (Пімелодус плямистий) — вид риб з роду Pimelodus родини Пласкоголові соми ряду сомоподібні.

## Опис
Загальна довжина досягає 51 см (в акваріумі — 26 см) при вазі 2,4 кг. Голова коротка, трохи сплощена зверху. Очі невеличкі. Є 3 пари короткуватих вусів. Рот широкий. Тулуб подовжений, широкий, стиснутий з боків. Спинний плавець високий, помірно довгий, з 1 жорстким променем. Жировий плавець витягнутий, округлий. Грудні плавці короткі. Черевні плавці широкі, довші за грудні. Анальний плавець широкий і помірно довгий. Хвостовий плавець розділено, лопаті широкі в основі, звужуються на кінцях.
Забарвлення сріблясто-бежеве, іноді з бузковим відливом та великими плямами шоколадного кольору тулубом, на плавцях вони є цятками.

## Спосіб життя
Є бентопелагічна риба. Зустрічається у водоймах з повільною течією, насамперед ставках. Молодь утворює великі косяки. Дорослі особини є одинаками. Доволі витривала риба до змін особливостей води. Вдень ховається серед корчів та каміння. Частково активна вдень, проте зазвичай у присмерку та вночі. Живиться дрібними безхребетними та невеличкою рибою.

## Розповсюдження
Мешкає у басейнах річок Парана та Сан-Франсіску — в межах Бразилії, Парагваю, Аргентини.